# The Christmas Carol
The Christmas Carol è un film per la televisione del 1949 diretto da Arthur Pierson.
È un cortometraggio statunitense della durata di 25 minuti basato sul romanzo Canto di Natale (A Christmas Carol) di Charles Dickens. È uno dei primi adattamenti televisivi della storia di Dickens, che fin dal 1943 era diventata un classico natalizio alla televisione americana, da ripetersi ogni anno con un copione, un formato e un gruppo di attori diversi.. Protagonista è l'attore Taylor Holmes. Vincent Price presta la sua voce come narratore.
I primi adattamenti televisivi erano trasmessi in diretta e non registrati; questa è la prima versione di cui sia sopravvissuto il video.

## Trama
L'avaro e gretto Ebenezer Scrooge, alla vigilia di Natale, non vuole fare la carità né è intenerito dalla visita di un nipote. Tornato a casa, Scrooge vede il fantasma del suo ex socio che lo mette in guardia. La notte, verrà poi visitato da tre spiriti: lo spirito del Natale passato, lo spirito del Natale presente e lo spirito del futuro che lo attende se non cambia atteggiamento verso gli altri.

## Produzione
Il film, diretto da Arthur Pierson su una sceneggiatura di Arthur Pierson con il soggetto di Charles Dickens (autore del romanzo), fu prodotto da Bernard Ebert e Mike Stokey per la Teletec e girato a Hollywood. Il titolo di pre-distribuzione fu A Christmas Carol.

## Distribuzione
Il film fu trasmesso negli Stati Uniti, su varie emittenti televisive, il 25 dicembre 1949 in syndication.